# Паль Дардаї (1951)
Паль Дардаї (угор. Dárdai Pál; 9 травня 1951, Веменд, Бараняча — 8 грудня 2017) — угорський футболіст, півзахисник, і футбольний тренер.

## Біографія
В юнацькі роки виступав за команду свого рідного міста. Дорослу кар'єру розпочав у клубі нижчого дивізіону «Гонвед Штейнмец». У 1972 році перейшов в «Комлої Баньяс», в його складі дебютував у вищому дивізіоні Угорщини 4 березня 1973 року в матчі проти МТК. На наступний сезон виступав зі своїм клубом у першому дивізіоні.
В 1974 році перейшов в «Печ», який виступав у вищому дивізіоні Угорщини. За наступні 12 сезонів зіграв 284 матчі і забив 67 голів (статистика тільки з вищого дивізіону, два сезони команда провела в першому). Фіналіст Кубка Угорщини 1978 року. У сезоні 1985/86 став срібним призером чемпіонату країни, однак не дограв той сезон до кінця.
На початку 1986 року, разом з іншим угорським футболістом-ветераном Яношем Боршо перейшов в югославську «Войводину». За половину сезону зіграв 11 матчів і забив один гол в чемпіонаті Югославії.
Після повернення в Угорщину кілька років виступав за клуби нижчих дивізіонів, у багатьох був граючим тренером. У грудні 1988 року був зіграний його прощальний матч за «Печ» (в рамках чемпіонату Угорщини проти «Уйпешта»).
У 1995 році недовгий час працював головним тренером «Печа», потім до останніх років життя очолював клуби нижчих ліг.

## Особисте життя
Син — відомий угорський футболіст і тренер Паль Дардаї-молодший (нар. 1976). Інший син, Балаш Дардаї, грав на позиції півзахисника за «Барч» і загинув у 2002 році у 23-річному віці під час футбольного матчу від розриву артерії, його батько в цей час був головним тренером клубу.
Паль Дардаї-старший помер 8 грудня 2017 року на 67-му році життя.